# Důl Ludvík
Důl Ludvík (lidový název Bučina) byl černouhelný hlubinný důl v Radvanicích-Lipině, jehož důlní pole se nacházelo v jižní části Petřvaldské dílčí pánve. Důl byl pojmenován podle Ludvíka knížete Salm-Reifferscheidta.

## Historie

### Kutací práce
Výhradní kutisko v katastru Radvanic bylo propůjčeno 25. června 1843. Hornická činnost v Radvanicích byla zahájena hloubením kutací jámy č. 1, kterou založila C.k. státní kutací komise. Jáma byla v roce 1845 hluboká 118 m, ale nenarazila na uhelné sloje. Erár výhradní kutisko opustil a techniku přesunul do Polské (Slezské) Ostravy. V roce 1873 bylo navázáno na průzkum Těžířstvem knížete Hugo Salm-Reifferscheidta v oblasti kutacího okrsku III. Byly provedeny průzkumné práce pomocí vrtů. V letech 1874–1875 bylo uhlí pomocí vrtů nalezeno. K těžbě opět nebylo přistoupeno.

### Historie dolu
V roce 1898 Ostravská důlní akciová společnost, dříve kníže Salm (Ostrauer Bergbaugesellschaft, A. G., vormals Fürst Salm in Polisch Ostrau) zahájila otvírku nové těžní jámy Ludvík v Radvanicích pod vedením dolu Salm VII – Hugo/Eliška. Hloubení jámy pro potíže s průvaly spodní vody trvalo až do podzimu roku 1911. Důl Ludvík byl pro velké potíže při výstavbě otevřen až v roce 1912 a v roce 1916 se důl Ludvík stal samostatným závodem, který si propachtovala společnost Österreichischen Berg- u. Hüttenwerks-Gesellschaft  (Rakouská báňská a hutní společnost). V roce 1922 se důl stal majetkem společnosti, která se nově transformovala do  Báňské a hutní společnosti. K 1. dubnu 1961 byl důl organizačně připojen k Dolu Julius Fučík a stal se jeho závodem č. 3. K 1. lednu 1989 došlo ke zrušení samostatného závodu 3 - Ludvík, stal se pomocným závodem Dolu Pokrok. Těžba byla ukončena v roce 1992 a v letech 1995 až 1996 byly objekty částečně zlikvidovány.

### Výstavba dolu
V červnu 1898 byla hloubena jáma Ludvík 1, jáma těžní. Měla kruhový průřez 4,5 m. V roce 1900 bylo vytěženo prvních 800 q uhlí. V roce 1901 bylo hloubení zastaveno pro silný přítok vod, které v té době nešlo zvládnout. Obnovení výstavby dolu bylo zahájeno v roce 1909. Jáma byla propojena překopem s jámou Salm VII pro odvod a čerpání důlní vody. Postupně s přestávkami bylo v roce 1911 dosaženo hloubky 573 m. Na povrchu probíhala výstavba budov a strojního zařízení. Těžba uhlí jámou Ludvík byla zahájena v roce 1914. V roce 1961 byla jáma prohloubena na konečnou hloubku 751,9 m. Po skončení rekonstrukce jámy Ludvík 2 byla těžba jámou Ludvík 1 ukončena, jáma zůstala vtažnou a pomocnou jámou.
Jáma Ludvík 2, větrní jáma, byla založena v roce 1917 v blízkosti jáma Ludvík 1. Měla kruhový průřez 4,5, m. V roce 1921 byla jáma hluboká 442 m. I její hloubení bylo provázeno problémy s mohutnými přítoky důlních vod. V roce 1960 byla jáma prohloubena do konečné hloubky 743,6 m a přeměněna na jámu těžní. Těžba jámou byla ukončena v roce 1988, kdy bylo uhlí dopravováno podzemím na Důl Pokrok v Petřvaldu.
Důl existoval v letech 1898–1996, těžba probíhala mezi roky 1914 a 1992.

### Strojní a technické zařízení
V roce 1909 začala výstavba povrchových zařízení.

#### Strojovny
Ve strojovně těžní jámy Ludvík 1 byl parní těžní stroj od firmy Brietfeld & Daněk, Praha z roku 1909. Parní stroj měl válce o průměru 800 mm a zdvih 1600 mm se zlepšeným rozvodem páry Radovanitz. Těžební bubny měly průměr 6 000 mm a šířku 1650 mm, lano o průměru 42 mm. Výkon těžního stroje byl 1 100 HP. Těžní věž byla vzpěrová vysoká po úroveň lanovnic 35 m, nýtovaná ocelová vyrobená firmou Brietfeld & Daněk, Praha. Lanovnice měly průměr 5 000 mm, na lanech byly zavěšeny dvou etážové klece pro dva vozíky nebo 13 osob. Rychlost jízdy s mužstvem byla 6 m/s, těžební byla 13 m/s. Parní stroj byl později převeden na stlačený vzduch a fungoval do roku 1996. Pak byl převeden do hornického muzea v Ostravě-Petřkovicích. Těžní věž byla 11. srpna 1994 odstřelem zbourána.
Ve strojovně jámy Ludvík 2 byl v roce 1921 instalován pomocný parní stroj na základech zřízených v roce 1918. Výkon parního těžního stroje byl 350 HP, válce měly průměr 600 mm a zdvih 1250 mm s vylepšeným rozvodem páry Radovanitz, byl vyroben firmou Brietfeld & Daněk, Praha. Těžní bubny měly průměr 4 000 mm a šířku 1000 mm, lano o průměru 31 mm. Těžní věž z roku 1920 byla vzpěrová vysoká po úroveň lanovnic 30 m, nýtovaná ocelová vyrobená firmou Brietfeld & Daněk, Praha. Lanovnice měly průměr 3 800 mm, na lanech byly zavěšeny jedno etážové klece pro dva vozíky nebo 15 osob. Rychlost jízdy s mužstvem byla 6 m/s, těžební byla 10 m/s. V roce 1962 byla jáma Ludvík 2 přeměněna na těžní. Těžní stroj byl nahrazen novým elektrickým. Těžní věž byla rekonstruována v roce 1967, byla vzpěrová svařovaná příhradníkové konstrukce, vyrobená ve strojírnách ČKD Praha. Výška těžní věže po osu lanovnic byla 46 m, v hlavě nesla dvě lanovnice o průměru 5 000 mm. Těžní věž byla v říjnu 1994 odstřelem zbourána.
K výrobě stlačeného vzduchu byly instalovány parní pístový kompresor firmy Škoda Plzeň z roku 1909. Parní stroj měl písty o průměru 550 a 900 mm, výkon 530 HP, pístový kompresor měl průměr válců 475 a 825 mm zdvih pístu 900 mm, výkonu 5 000 m3/min. Turbokompresor byl od firmy AEG, Berlín, z roku 1924, o výkonu 13 000 m3/min poháněný elektromotorem AEG, Vídeň, o výkonu 1800 HP.

#### Kotelna
Kotelna měla plochu 354 m² s šesti kotly o celkové výhřevné ploše 1400 m². Dva kotle typu Babcock-Wilcoxpro měly tlak páry 10 atm. a kotle typu Rautenkranz tlak páry 13 atm. Komín kotelny byl vysoký 42 m s horním průměrem dva metry. Jako palivo bylo používáno těžné uhlí, uhelný kal a uhelný prach.

#### Větrání
Větrání zajišťoval důl Salma VII - Hugo/Eliška. V roce 1921 bylo uvedeno do provozu větrání jámou Ludvík 2. Byl zde instalována elektrický větrník z roku 1919 soustavy Rateau o 200 HP a výkonu 4000 m³/min., vyroben firmou Spojené strojírny v Plzni, elektrický pohon od firmy AEG Vídeň. Záložní parní větrník soustavy Pelzer z roku 1909 o 200 HP a výkonu 3500 m³/min., vyroben firmou Pelzer a spol, Dortmund. Pohon zabezpečoval parní stroj od firmy Brand & Lhuillier, Brno.

#### Čerpání vody
Čerpání důlní vody z hloubky 573 m na povrch zajišťovaly dvě elektrická odstředivá čerpadla. První čerpadlo bylo osmnáctistupňové z roku 1922 od firmy Brno-Královopolská strojírna, Brno, s výkonem elektromotoru 525 HP a množstvím čerpané vody 2000 l/minutu. Druhé z roku 1924 od firmy Weise a Monski, Halle nad Sálou, s výkonem elektromotoru 730 HP a množstvím čerpané vody 3000 l/minutu.

### Doprava
V roce 1911–1912 byla postavena 2,9 km dlouhá lanová dráha mezi dolem Ludvík a třídírnou koksovny dolu Salm VII – Hugo/Eliška. Lanovka byla zrušena v letech 1927–1928. Železniční připojení bylo provedeno v roce 1926 prodloužením vlečky z jámy Hedvika. Vlečka jámy Hedvika odbočovala v km 2,715 Báňské dráhy, byla dlouhá 2,64 km a navazovalo na ni pokračování v délce 2,1 km. Uhlí bylo dopravováno přes jámu Hedviku k Albrechtově výhybně v Petřvaldě na Báňské dráze.

### Těžba
Dobývány byly sloje v porubských a jakloveckých vrstvách ostravského souvrství, měly mocnost 600 až 2500 mm, úklon 3 až 30°. Rozloha dobývacího pole byla 748 ha, 6 pater, hloubka 730 m. Likvidace jam proběhla zasypáním v letech 1995–1996,  objekty byly zbourány. Od roku 1925, kdy byla ukončena činnost koksovny na jámě Salm VII Hugo/Eliška, bylo vytěžené uhlí tříděno v třídírně dolu Ludvík. Třídírna byla postavená firmou Škoda Plzeň s kapacitou 140 t/hodinu. Od roku 1988 bylo uhlí tříděno na Dole Pokrok v Petřvaldu.
| Tabulka těžby uhlí ve vybraných létech na Dole Ludvík | Tabulka těžby uhlí ve vybraných létech na Dole Ludvík | Tabulka těžby uhlí ve vybraných létech na Dole Ludvík | Tabulka těžby uhlí ve vybraných létech na Dole Ludvík | Tabulka těžby uhlí ve vybraných létech na Dole Ludvík | Tabulka těžby uhlí ve vybraných létech na Dole Ludvík | Tabulka těžby uhlí ve vybraných létech na Dole Ludvík | Tabulka těžby uhlí ve vybraných létech na Dole Ludvík | Tabulka těžby uhlí ve vybraných létech na Dole Ludvík | Tabulka těžby uhlí ve vybraných létech na Dole Ludvík | Tabulka těžby uhlí ve vybraných létech na Dole Ludvík | Tabulka těžby uhlí ve vybraných létech na Dole Ludvík | Tabulka těžby uhlí ve vybraných létech na Dole Ludvík |
| ----------------------------------------------------- | --- | --- | --- | --- | --- | --- | --- | --- | --- | --- | --- | --- |
| rok                                                   | 1900 | 1914 | 1916 | 1920 | 1925 | 1926 | 1930 | 1935 | 1940 | 1945 | 1950 | 1955 |
| těžba [t]                                             | 80 | 275 832 | 270 200 | 190 200 | 257 000 | 380 000 | 925 000 | 234 000 | 710 000 | 348 000 | 625 200 | 728 806 |
| Poznámka                                              | První vytěžené uhlí bylo v roce 1900, další těžba až v roce 1914. Údaj v roce 1914 je společná těžba s dolem Salm VII. Od roku 1959 je těžba vykazována spolu s doly Hedvika a J. Fučík (Pokrok). | První vytěžené uhlí bylo v roce 1900, další těžba až v roce 1914. Údaj v roce 1914 je společná těžba s dolem Salm VII. Od roku 1959 je těžba vykazována spolu s doly Hedvika a J. Fučík (Pokrok). | První vytěžené uhlí bylo v roce 1900, další těžba až v roce 1914. Údaj v roce 1914 je společná těžba s dolem Salm VII. Od roku 1959 je těžba vykazována spolu s doly Hedvika a J. Fučík (Pokrok). | První vytěžené uhlí bylo v roce 1900, další těžba až v roce 1914. Údaj v roce 1914 je společná těžba s dolem Salm VII. Od roku 1959 je těžba vykazována spolu s doly Hedvika a J. Fučík (Pokrok). | První vytěžené uhlí bylo v roce 1900, další těžba až v roce 1914. Údaj v roce 1914 je společná těžba s dolem Salm VII. Od roku 1959 je těžba vykazována spolu s doly Hedvika a J. Fučík (Pokrok). | První vytěžené uhlí bylo v roce 1900, další těžba až v roce 1914. Údaj v roce 1914 je společná těžba s dolem Salm VII. Od roku 1959 je těžba vykazována spolu s doly Hedvika a J. Fučík (Pokrok). | První vytěžené uhlí bylo v roce 1900, další těžba až v roce 1914. Údaj v roce 1914 je společná těžba s dolem Salm VII. Od roku 1959 je těžba vykazována spolu s doly Hedvika a J. Fučík (Pokrok). | První vytěžené uhlí bylo v roce 1900, další těžba až v roce 1914. Údaj v roce 1914 je společná těžba s dolem Salm VII. Od roku 1959 je těžba vykazována spolu s doly Hedvika a J. Fučík (Pokrok). | První vytěžené uhlí bylo v roce 1900, další těžba až v roce 1914. Údaj v roce 1914 je společná těžba s dolem Salm VII. Od roku 1959 je těžba vykazována spolu s doly Hedvika a J. Fučík (Pokrok). | První vytěžené uhlí bylo v roce 1900, další těžba až v roce 1914. Údaj v roce 1914 je společná těžba s dolem Salm VII. Od roku 1959 je těžba vykazována spolu s doly Hedvika a J. Fučík (Pokrok). | První vytěžené uhlí bylo v roce 1900, další těžba až v roce 1914. Údaj v roce 1914 je společná těžba s dolem Salm VII. Od roku 1959 je těžba vykazována spolu s doly Hedvika a J. Fučík (Pokrok). | První vytěžené uhlí bylo v roce 1900, další těžba až v roce 1914. Údaj v roce 1914 je společná těžba s dolem Salm VII. Od roku 1959 je těžba vykazována spolu s doly Hedvika a J. Fučík (Pokrok). |

## Údaje o dolu Ludvík
dle
| název    | druh jámy     | založení | hloubka [m] | těžba     | vytěženo [t]         | likvidace | dobývací pole [ha] | poznámka |
| -------- | ------------- | -------- | ----------- | --------- | -------------------- | --------- | ------------------ | -------- |
| Ludvík 1 | těžní, vtažná | 1898     | 752         | 1914–1962 | 201–860 tis. tun/rok | 1993      | 748                |          |
| Ludvík 2 | větrní, těžní | 1917     | 744         | 1962–1992 | 201–860 tis. tun/rok | 1994      | 748                |          |

### Přehled nehod na Dole Ludvík
dle
| datum             | sú                                               | jú                                               | typ, příčina havárie                                |
| ----------------- | ------------------------------------------------ | ------------------------------------------------ | --------------------------------------------------- |
| prosinec 1915     | -                                                | -                                                | přetržení těžního lana                              |
| 31. prosince 1924 | 3                                                | 3                                                | ex. po trhacích pracích                             |
| 9. dubna 1960     | -                                                | 3                                                | ex. metanu po trhacích pracích                      |
| 8. listopadu 1962 | -                                                | -                                                | ex. metanového fukače, padající okuje při svařování |
| Vysvětlivky       | sú = smrtelný úraz; jú= jiný úraz; ex. = exploze | sú = smrtelný úraz; jú= jiný úraz; ex. = exploze | sú = smrtelný úraz; jú= jiný úraz; ex. = exploze    |

## Ubytování
Pro havíře byly vystavěny dělnické kolonie dolu Ludvík v katastru Radvanic. Nejrozsáhlejší byla kolonie Pod Kaplí (Stará kolonie) v jižní části Radvanic o rozloze 7 ha. Od dolu Ludvík byla vzdálená asi 1500 m. V roce 2012 v ní bylo 40 domů. Další byla kolonie Nad Kaplí v jižní části Radvanic, od kolonie Pod Kaplí byla vzdálená asi 150 m a od dolu Ludvík asi 1300 m, v roce 2012 v ní bylo 10 domů. Pro úředníky byla postavena úřednická kolonie v blízkosti dolu východním směrem. V roce 2012 měla 8 domů. Nejblíže byla kolonie Kamčatka (Nová kolonie dolu Ludvík s 15 domy v roce 2012), nacházela se 600 m východně od dolu Ludvík na východním okraji Radvanic na hranici katastru Radvanic a Petřvaldu u Karviné.